# Кайдаловка
Кайда́ловка — река в России, протекает по территории Забайкальского края. Левый приток реки Читинки.

## Описание
Река берёт начало в лесном массиве на территории Читинского района. Течёт на юго-запад в черте города Читы. Впадает в реку Читу у железнодорожного вокзала.
В черте города Кайдаловка преимущественно протекает по бетонному каналу. На участке от улицы Анохина и до Амурской протекает по подземному коллектору.
Берега реки сильно замусорены. Зачастую в реку сливают сточные воды.

## Происхождение названия
Получила название от фамилии государственных служащих, братьев Григория и Микифора Кайдаловых.